# Parapetiia camba
Parapetiia camba är en skalbaggsart som beskrevs av Martinez 1961. Parapetiia camba ingår i släktet Parapetiia och familjen Melolonthidae. Inga underarter finns listade i Catalogue of Life.